# 20566 Laurielee
A 20566 Laurielee (ideiglenes jelöléssel 1999 RV125) a Naprendszer kisbolygóövében található aszteroida. A LINEAR projekt keretében fedezték fel 1999. szeptember 9-én.